# توشیئو ماسودا (آهنگساز)
توشیئو ماسودا (انگلیسی: Toshio Masuda؛ زادهٔ ۲۸ اکتبر ۱۹۵۹) آهنگساز اهل ژاپن است.